# Hong Kong Challenger 1989
L'Hong Kong Challenger 1989 è stato un torneo di tennis facente parte della categoria ATP Challenger Series nell'ambito dell'ATP Challenger Series 1989. Il torneo si è giocato a Hong Kong in Hong Kong dal 21 al 27 agosto 1989 su campi in cemento.

## Vincitori

### Singolare
Johan Anderson ha battuto in finale  Kim Bong-Soo con il punteggio di 7–5, 3–6, 6–4

### Doppio
Steve Guy /  David Lewis hanno battuto in finale  Russell Barlow /  Gavin Pfitzner con il punteggio di 6–4, 6–2